# 連合国共同宣言

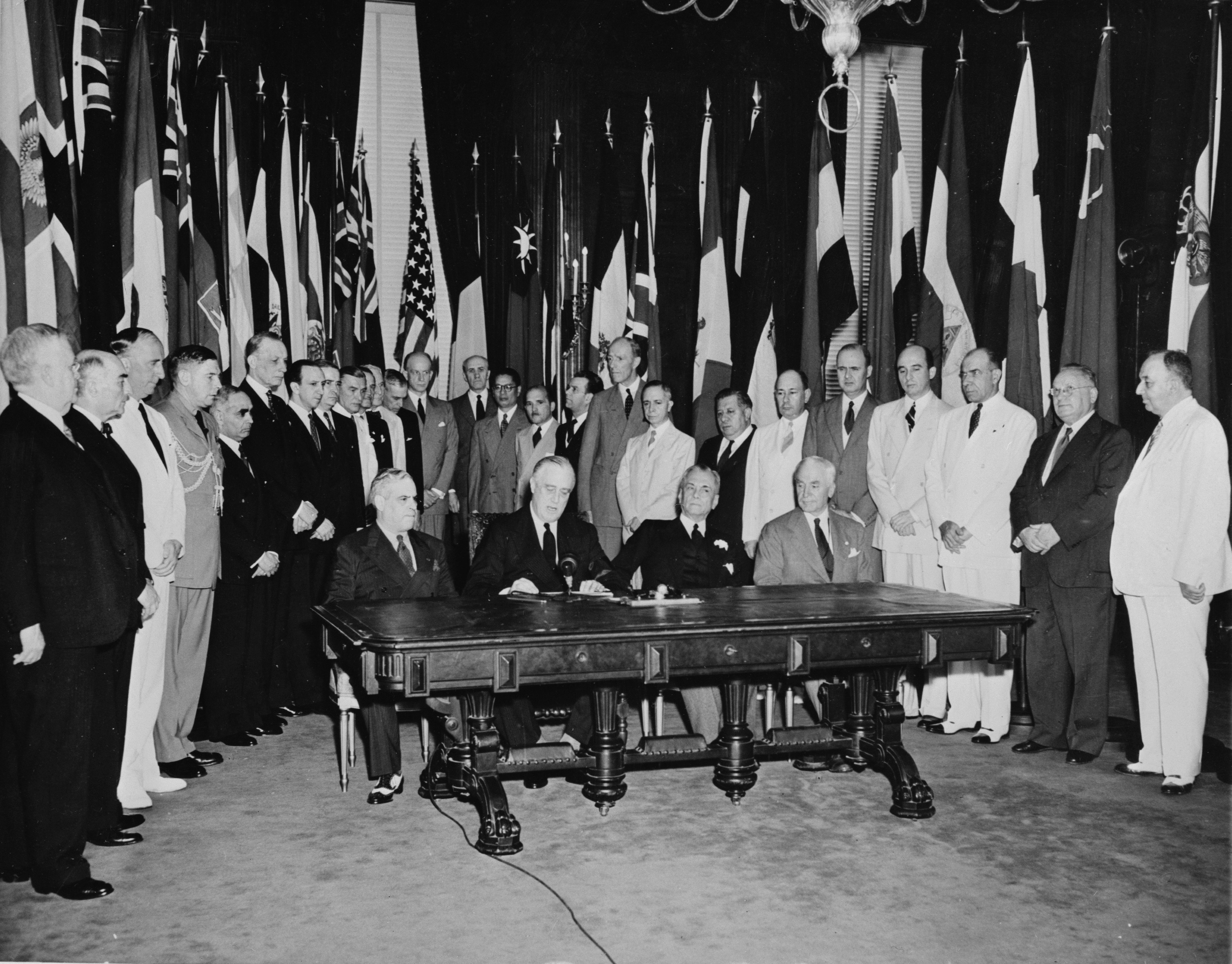

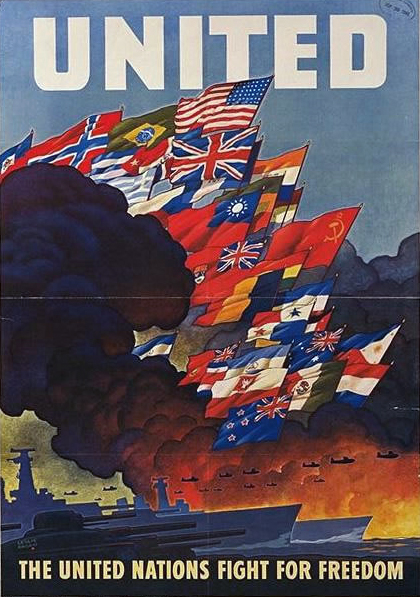
第二次世界大戦中の連合国のポスター（アメリカ戦争情報局制作）

連合国共同宣言（れんごうこくきょうどうせんげん、英語: Declaration by United Nations）は、第二次世界大戦の連合国を正式に結成する主要な条約であり、1942年から1945年にかけて47の国の政府（亡命政府を含む）が署名した。1942年1月1日のアルカディア会談で四大国（アメリカ合衆国、イギリス、ソビエト連邦、中華民国）が署名し、翌日には他の22か国の代表が署名を加えた。
当初の署名国は、四大国、イギリス連邦の4つのドミニオン（オーストラリア、カナダ、ニュージーランド、南アフリカ連邦）、ヨーロッパの8つの亡命政府（ベルギー、チェコスロバキア、ギリシャ、ルクセンブルグ、オランダ、ノルウェー、ポーランド、ユーゴスラビア）、アメリカ州の9か国（コスタリカ、キューバ、ドミニカ共和国、エルサルバドル、グアテマラ、ハイチ、ホンジュラス、ニカラグア、パナマ）、非独立政府1か国（イギリス領インド帝国）である。
連合国共同宣言は、国際連合の基礎となり、国際連合憲章として正式に制定され、1945年6月26日に50か国が署名した。

## 背景
連合国は、1941年6月にセント・ジェームズ宮殿宣言で、第二次世界大戦後の世界に対する理念やビジョンを初めて表明した。1941年7月には英ソ軍事同盟が締結され、イギリスとソ連の同盟関係が形成された。その1か月後には大西洋憲章が合意された。

## 概要
1941年12月29日、ホワイトハウスにおいて、フランクリン・D・ルーズベルト米国大統領、ウィンストン・チャーチル英国首相、ルーズベルトの側近ハリー・ホプキンスによって起草された。ソ連の提案を取り入れたが、フランスには役割を与えなかった。ルーズベルトはまず、第二次世界大戦の「連合国」(Allies)を表す言葉として"United Nations"という言葉を作った。ルーズベルトは、Associated Powers"という名称に代わるものとして"United Nations"を提案した（アメリカは第一次世界大戦の連合国に正式には加盟していなかったが、1917年に自称「連合国」(Associated Power)として参戦していた）。チャーチルはそれを受け入れ、この言葉が、バイロン卿の詩「チャイルドハロルドの巡礼」（第35節）で使われていることを指摘した。"United Nations"という言葉が正式な語として使用されるようになったのは、この宣言の署名が初めてである。大西洋憲章からの大きな変更点は、信教の自由に関する条項が追加されたことで、ルーズベルトが主張し、スターリンがそれを承認した。
連合国共同宣言は、現代の国際連合の基礎となった。第二次世界大戦中において、"United Nations"という言葉は"Allies"と同義語となり、"United Nations"は連合国が共同で戦う際の正式名称とされた。
宣言文では、「生命、自由、独立、信教の自由を守り、自国のみならず他国においても人権と正義を守るためには、敵に対する完全な勝利が不可欠であり、世界を服従させようとする野蛮で残忍な勢力との共通の闘争に現在従事している」という、署名国の見解が確認されている。「完全な勝利」(complete victory)の原則は、枢軸国の「無条件降伏」を得るという連合国の政策の初期の先例となった。「ヒトラー主義」の敗北が最大の目的であり、ドイツ、イタリア、日本を支配する全体主義的な軍国主義政権は区別できないという連合国の共通見解を示していた。さらに、この宣言は「ウィルソン主義の自己決定の原則を支持する」ものであり、アメリカの両大戦における戦争目的を結びつけるものであった。
この宣言では、署名国が大西洋憲章を守ること、枢軸国との戦いに各国が持てる全ての物的・人的資源を投入すること、（第一次世界大戦で三国協商諸国が中央同盟国と個別の和平交渉を行わないことに合意したのと同様に、）ドイツ・イタリア・日本と個別の和平交渉を行わないことが宣言された。
その後、終戦までに21か国が宣言に署名した。その中には、フィリピン（独立前のアメリカ自治連邦区）、フランス、アルゼンチン以外の全ての中南米諸国、中東やアフリカの独立国などが含まれる。枢軸国の小国の多くは、終戦時には対ドイツ共同戦線として連合国に加盟していたが、この宣言への署名は認められなかった。ドイツ占領下のデンマークはこの宣言に署名しなかったが、1943年以降に活発にドイツに抵抗したことと、駐米デンマーク大使ヘンリク・カウフマンが全ての自由デンマーク人のこの宣言への支持を表明したことから、1945年3月のサンフランシスコ会議にはデンマークも同盟国の一員として招待された。

## 署名国

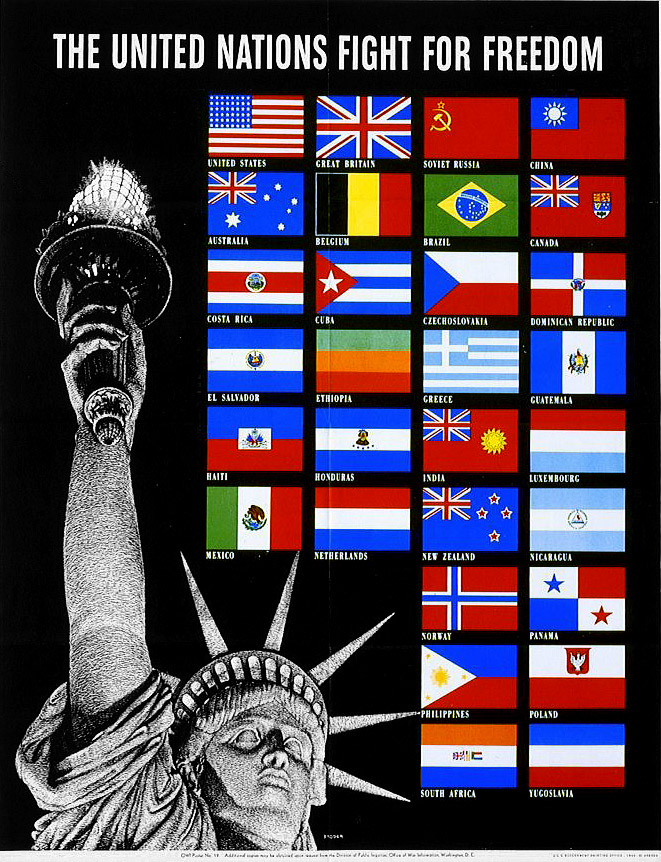
第二次世界大戦中の連合国のポスター（アメリカ戦争情報局制作）

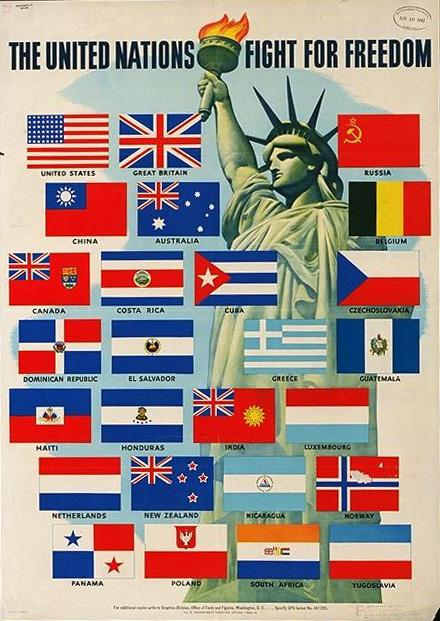
第二次世界大戦中の連合国のポスター（アメリカ戦争情報局制作）

| 当初の署名国             | 当初の署名国 |
| ------------------------ | --- |
| 四大国                   | - 中華民国 - ソビエト連邦 - イギリス - アメリカ合衆国 |
| イギリス連邦のドミニオン | - オーストラリア - カナダ - ニュージーランド - 南アフリカ連邦 |
| アメリカ州の独立国       | - コスタリカ - キューバ - ドミニカ共和国 - エルサルバドル - グアテマラ - ハイチ - ホンジュラス - ニカラグア - パナマ                                                     |
| ヨーロッパの亡命政府     | - ベルギー - チェコスロバキア - ギリシャ - ルクセンブルグ - オランダ - ノルウェー - ポーランド - ユーゴスラビア                                                          |
| イギリス帝国の非独立政府 | イギリス領インド帝国 |
| その後の署名国           | |
| 1942年署名               | - エチオピア帝国 - メキシコ - フィリピン（アメリカ自治連邦区） |
| 1943年署名               | - ボリビア - ブラジル - コロンビア - ペルシア - イラク |
| 1944年署名               | - フランス - リベリア |
| 1945年署名               | - チリ - エクアドル - エジプト - レバノン（フランス委任統治領） - パラグアイ - ペルー - サウジアラビア - シリア（フランス委任統治領） - トルコ - ウルグアイ - ベネズエラ |